# Вікіпедія мовою виро
Вікіпедія мовою виро (виро Vikipeediä) — розділ Вікіпедії мовою виро. Створена у 2005 році. Вікіпедія мовою виро станом на 23 березня 2025 року містить 6760 статей, 15 409 зареєстрованих користувачів, 23 активних дописувачів, 4 адміністраторів
. Загальна кількість сторінок у Вікіпедії мовою виро — 12 845, редагувань — 182 119, завантажених файлів — 50
. Глибина (рівень розвитку мовного розділу) Вікіпедії мовою виро мала і становить 11.5 пунктів
. 

## Історія
- Жовтень 2005 — створена 100-та стаття[3].
- Січень 2007 — створена 1 000-на стаття[3].
- Жовтень 2012 — створена 5 000-на стаття[4].